# 工業型農業
工業型農業（こうぎょうがたのうぎょう、英語: Industrial farming）とは、農産物・畜産物・魚介類を産業的に生産する近代的な農業体系を指す。
工業型農業の用いる手法には、科学技術的・経済的・政治的なものが含まれる。この分野は、農業機械と農業技術のイノベーション・遺伝子工学・経済的生産規模拡大の技術・新しい消費市場の創造・遺伝子情報の特許権保護・国際貿易などを含む。これらの手法は先進国にて幅広く普及している。スーパーマーケットで販売されるような食肉・乳製品・卵・果実・野菜などの大部分は、これらの工業型農業の手法を用いて生産されている。

## 歴史的発展と今後の展望
工業型農業の誕生は、多かれ少なかれ産業革命とつながりがある。植物生長に重要な３要素である窒素・リン・カリ（NPK）の発見により、肥料を化学的に合成することが可能となったことで農業の可能性は大きく広がった。
20世紀の最初の20年には、ビタミン発見、動物における栄養素の効用解明が起こり、ビタミンサプリメントの誕生に繋がった。それにより1920年代には、一部の家畜について室内生育が可能となり、家畜を自然の脅威に晒すリスクを減少させた。
さらに抗生物質とワクチンの発見により、密集により家畜が病気になるリスクを減少させ、家畜の室内飼育を加速させた。
世界の農業生産は、1820年～1975年の間に４倍となり、1800年には100万人だった世界人口を2002年には65億人まで養えるようになった。
生産性も向上し、米国の農業労働者は1930年代には人口の24%であったが2002年には1.5%まで減少、1940年では一人の農民あたり11人の消費者を支えていたが、2002年には90人を支えるまでになった。農家の数も減少しており、農地所有も集約化が進んでいる。全米農業労働組合によると垂直統合が進み、米国の屠殺業務はある４企業が、牛の81%・羊の73%・豚の51%・鳥の50%のシェアを持っているという。
全米豚肉生産者委員会によると、米国の養豚所は1967年には100万施設あったが、2002年には11,400施設まで集約され 、各施設にて毎年８億頭の豚が処理されているという。
Worldwatch Institute によると、全世界の家畜の74%・牛肉の43%・卵の68%がこのような形で生産されているという。

### イギリス農業革命
16世紀から19世紀半ばにかけて、英国では農業革命により農業の発展をとげ、農業生産性と生産量が飛躍的に増加した。これにより前例のない人口増加が可能となり、また多くの労働力が農業セクターより解放され、そのことが後の産業革命につながった。起源については完全には解明されていない。近年の歴史家は、農作業における4つの要素、囲い込み・機械化・四輪作・品種改良といった変化によるという説が、ある程度支持されている。

## 影響

### 利点

#### 人口増加

推定世界人口（紀元前一万年～2000年）

安価に大量の食料生産が可能になったため、多くの人口を養う事が可能となった。
大まかな概要:
- 30,000 年前の狩猟採集社会では 600万人
- 3,000 年前の原始的農業では、6000万人
- 300 年前の集約農業では、6億人
- 今日の 工業型農業では、60億人を養う試みが続いている

| 年       | 世界人口     | アフリカ | アジア    | ヨーロッパ | 中米・南米 | 北米*   | オセアニア | 脚注  |
| -------- | ------------ | -------- | --------- | ---------- | ---------- | ------- | ---------- | ----- |
| 8000 BCE | 8 000        |          |           |            |            |         |            | [ 7 ] |
| 1000 BCE | 50 000       |          |           |            |            |         |            | [ 7 ] |
| 500 BCE  | 100 000      |          |           |            |            |         |            | [ 7 ] |
| 1 CE     | 200,000 plus |          |           |            |            |         |            | [ 8 ] |
| 1000     | 310 000      |          |           |            |            |         |            |       |
| 1750     | 791 000      | 106 000  | 502 000   | 163 000    | 16 000     | 2 000   | 2 000      |       |
| 1800     | 978 000      | 107 000  | 635 000   | 203 000    | 24 000     | 7 000   | 2 000      |       |
| 1850     | 1 262 000    | 111 000  | 809 000   | 276 000    | 38 000     | 26 000  | 2 000      |       |
| 1900     | 1 650 000    | 133 000  | 947 000   | 408 000    | 74 000     | 82 000  | 6 000      |       |
| 1950     | 2 518 629    | 221 214  | 1 398 488 | 547 403    | 167 097    | 171 616 | 12 812     |       |
| 1955     | 2 755 823    | 246 746  | 1 541 947 | 575 184    | 190 797    | 186 884 | 14 265     |       |
| 1960     | 2 981 659    | 277 398  | 1 674 336 | 601 401    | 209 303    | 204 152 | 15 888     |       |
| 1965     | 3 334 874    | 313 744  | 1 899 424 | 634 026    | 250 452    | 219 570 | 17 657     |       |
| 1970     | 3 692 492    | 357 283  | 2 143 118 | 655 855    | 284 856    | 231 937 | 19 443     |       |
| 1975     | 4 068 109    | 408 160  | 2 397 512 | 675 542    | 321 906    | 243 425 | 21 564     |       |
| 1980     | 4 434 682    | 469 618  | 2 632 335 | 692 431    | 361 401    | 256 068 | 22 828     |       |
| 1985     | 4 830 979    | 541 814  | 2 887 552 | 706 009    | 401 469    | 269 456 | 24 678     |       |
| 1990     | 5 263 593    | 622 443  | 3 167 807 | 721 582    | 441 525    | 283 549 | 26 687     |       |
| 1995     | 5 674 380    | 707 462  | 3 430 052 | 727 405    | 481 099    | 299 438 | 28 924     |       |
| 2000     | 6 070 581    | 795 671  | 3 679 737 | 727 986    | 520 229    | 315 915 | 31 043     |       |
| 2005     | 6 453 628    | 887 964  | 3 917 508 | 724 722    | 558 281    | 332 156 | 32 998**   |       |

工業型農業によって安価で豊富な食品を提供できた例の一つは米国であり、「世界の国の中で最も成功した工業型農業の開発プログラム」とされる。1930年～2000年の間、米国の農業生産性（成果を投入で割った値）は毎年平均で2%のペースで上昇し続け、消費者の食料購入価格は減少していった。「米国家庭における可処分所得における食料費の割合は、1950年は22%であったが、20世紀末には7%まで減少した」。